# Папая
Папаята (Carica papaya) е тропическо дърво, виреещо в горещите, влажни райони на Централна и Южна Америка, Южна Африка и Югоизточна Азия. Познато е под различни наименования – често е наричано „пъпешово дърво“ (в Китай и Шри Ланка) или „fruta bomba“ в Куба, Lechosa в Доминиканската република, но като най-употребявано се е наложило карибското му название „papaya“, тъй като за пръв път европейците откриват този плод именно на Карибите.
Папаята достига на височина между 5 и 10 m. Плодовете ѝ са кръгли или с издължена форма, с жълто-зелена кора и розово-оранжева вътрешност, на вкус наподобяват смесица от пъпеш и праскова. Във вътрешността си съдържат голям брой черни семена, които в изсушен и стрит вид се използват като подправка. Плодовете са високо ценени заради състава си - витамини (А, В, С и Е), минерали (калций, калий, фосфор) и микроелементи (желязо, цинк, манган, мед, ванадий, магнезий). Поради това се използват и с лечебна цел за изхвърляне на отровите от организма, подобряване на храносмилането, при чернодробни заболявания, вирусни хепатити и други болести. Консумират се както зрелите плодове (в десерти, сладкиши, плодови салати), така и още неузрелите (като гарнитури). Същевременно неузрелите плодове могат да предизвикат алергични реакции или други здравословни проблеми поради високото съдържание на латекс в тях.